# کالم اسکات
کالم اسکات (انگلیسی: Calum Scott؛ زادهٔ ۱۲ اکتبر ۱۹۸۸) خواننده-ترانه‌پرداز اهل بریتانیا است. وی از سال ۲۰۱۳ میلادی تاکنون مشغول فعالیت بوده‌است. او با شرکت در مسابقه بریتینز گات تلنت در سطح بین‌المللی مورد توجه قرار گرفت.

## زندگی شخصی
او آشکارا همجنسگرا است. او گفته تا پیش از بزرگسالی با گرایش جنسی‌اش مسائلی داشته‌است اما زمانی که دیگر به بزرگسالی رسیده‌است در این زمینه اعتماد به نفس دارد.